# 于斌
于斌（拉丁語：Cardinal Paul Yü Pin；1901年4月13日—1978年8月16日）是天主教會樞機，聖名保祿，號野聲，黑龍江省海倫縣人，出生於黑龙江兰西县。為繼田耕莘之後第二位中華民國籍樞機。
于斌的祖父為中醫，祖籍山東昌邑。其於1928年晉鐸，1936年晉牧，是當時中國最年輕的主教，曾獲神學、哲學和政治學三個博士學位。中國抗日戰爭時期為救國奔走世界各地友邦國家爭取支持中國抗戰及救助中國難民。1939年為華人向美國國會及羅斯福總統及加拿大總理請命國會聼証爭取取消兩國對華人苛刻的移民法，使在美華人於1943年開始可居留及加國華僑可攜眷。1960年領導籌備輔仁大學在臺灣臺北的復校工作，向歐美各國募籌建校基金，並主張聯合中國聖職單位、耶穌會、聖言會等教會團體，將輔大組成符合國際化的大學，之後受教宗若望二十三世任命為輔大復校後首任校長。
曾任制憲國民大會代表、第一屆國民大會代表、復興中華文化協會副會長、光復大陸設計研究委員會副主任委員、中國主教團團長，曾主持益世報、益世廣播電台、自由太平洋協會、康寧醫護管理專科學校、中國天主教協進會及文化雜誌，亦曾為美國天主教雙圈雜誌等創辦人。1969年由教宗保祿六世擢升為樞機，為近代天主教會貢獻最大的主教之一。一生為救國救民而努力呼號，且與世界多國領袖交好，相貌堂堂，精通十一國語言，促成中華民國與西班牙、越南、中南美洲各國及教廷的邦交，被譽為「外交奇才」，為各界人士所欽祟。1978年8月16日在梵蒂岡去世，之後安葬於臺北輔仁大学校園內。

## 生平

### 若瑟屯
1901年（光绪二十七年）4月13日，于斌為黑龍江海倫縣人，出生在中国东北黑龙江将军辖区兰西县（当时尚未建省）。于家祖籍山東省昌邑縣的于家莊，清朝末年，于斌的曾祖父于文成闯关东来到黑龙江。在于斌6岁时，父亲于水源去世，7岁时母亲萧氏也去世。因此于斌是由祖父母抚养长大，祖父為中醫，生活并不富裕，也和其他乡村少年一样為家中放猪，但有机会进私塾接受教育。
弟弟為于犁伯，弟媳是知名文學家張秀亞。
1912年（民国元年），于斌11岁时，他的祖父母迁居到海伦县若瑟屯（今海北镇），这件事对于斌一生的影响极大。因为若瑟屯正是黑龙江省最重要的一个天主教村庄，正如河北省的东闾村、山西省的六合村和察哈尔省的西湾子一样，这一类天主教村庄绝大部分家庭都是天主教徒，宗教气氛浓郁，是各教区内年轻神父和修女的主要来源地，也是天主教会抱以厚望的发展基地。地处塞外的若瑟屯在这一类天主教村庄中资历最浅，在1902年才由法国巴黎外方传教会的神父陆恒之（Rev.Roubin）创建，但几年间吸引来上百户天主教徒，1909年村里建成了哥德式的圣若瑟大教堂，可容纳3,000人，钟楼高达43米。
于斌的祖母在迁居若瑟屯后不久，就接受了天主教信仰。不久陆神父发现于斌是个可造之才，于是先后保送他进入海倫縣的高等小學和黑龍江省第一師範學校就讀，希望他將來能擔任村裡的教師。于斌在14岁那年洗礼，聖名保祿。他的號「野聲」则来源于《圣经》中圣若翰洗者的曠「野」的呼「聲」。

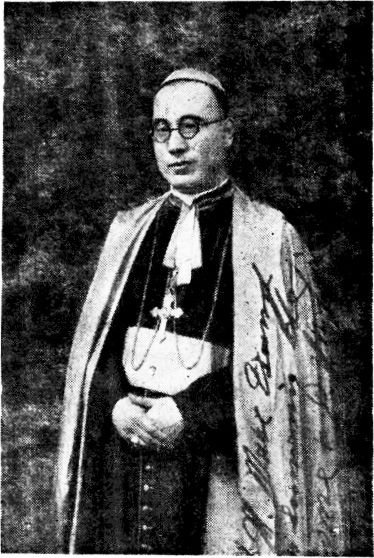
1941年時的于斌主教

1919年五四运动爆发时，于斌18岁，正在黑龍江省第一師範學校就讀，他被同学们推為學生團團長，多次在街頭發表演說而風靡省城（齐齐哈尔）。當時的黑龍江督軍鮑貴卿准备逮捕他，于斌被迫辍学，返回若瑟屯避风，當了一段时间綢緞舖的夥計。
1920年，于斌19岁，就在这一年他立下志愿，准备終身修道。不过因为他是家中长房唯一的男孩，祖父希望他在世上成就大事業，因此陆神父劝他谨慎从事；最后由于得到祖母由氏的大力支持，于斌得以顺利进入位于吉林省城（吉林市）的吉林神罗修道院，学习时间一共是四年，先在小修道院学习基础课程——拉丁文，中间到上海震旦大学預科學習法文一年即畢業，傳為美談，然后再回到吉林的大修道院学习神学。

### 罗马
于斌於1924年時以23岁之齡被保送到罗马宗座传信大学研读哲学、神学。1925年获第一个博士学位——羅馬宗座聖多瑪斯大學哲学博士。1928年12月22日，于斌在罗马被祝圣为神父。1929年，他又获得第二个博士学位——宗座传信大学神学博士，并在亞保利納大學研究教律。1931年到1933年，于斌在梵蒂岡宗座圖書館、傳信大學圖書館擔任館員，负责整理中文部的書目、檔案，並有机会研讀館藏的大批中國古籍。1933年，他担任罗马传信大学中文教授，讲授中國哲學和中國文化史。同年又获得他的第三个博士学位——意大利国立伯鲁日大学政治学博士学位。

### 公教进行会總監督
1933年，于斌离开已经居留10年的義大利羅馬，聖座本想讓其出任聖座大使 ，但他誠摯表達想回自己國家傳教。他由罗马回国，回国后任中华全国公教进行会总监督。
1936年，第一次全國公教進行代表大會在上海召开，当时日本侵华战争的威胁已经迫在眉睫，于斌发起「献机」运动（捐献飞机），许多人因此而改变了天主教徒不爱国的成见。

### 輔仁大學董事長
于斌拥有三个博士头衔，精通拉丁文、英文、德文、法文、西班牙文和葡萄牙文等多國语言，外表高大英俊，又颇有口才和组织策划能力。1934年，于斌又受聘为北平辅仁大学董事长及伦理学教授。

### 南京宗座代牧

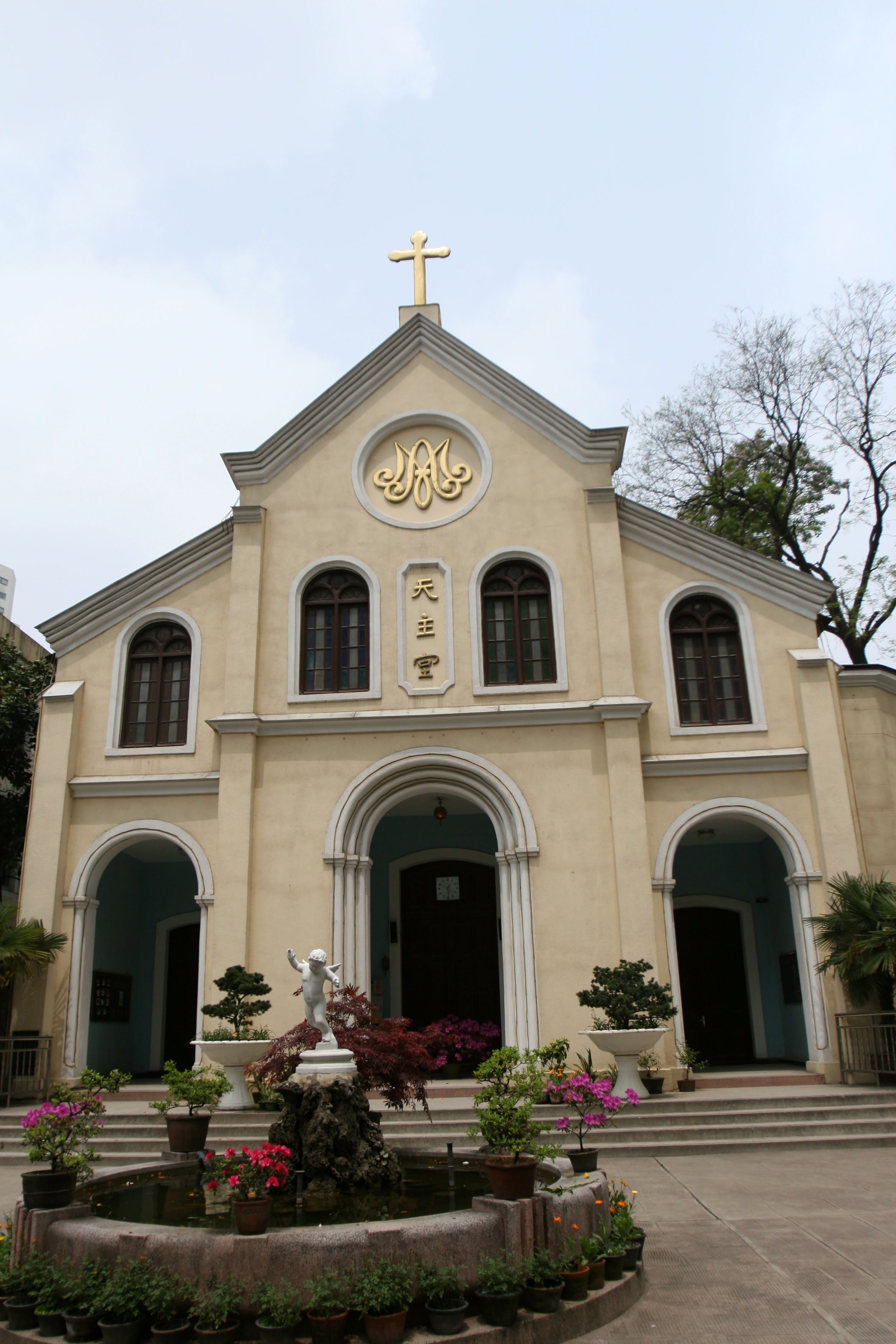
南京教区主教座堂

1936年7月17日，教宗庇护十二世任命于斌被当时首都所在的南京宗座代牧区宗座代牧，9月20日祝圣。当时国民政府特令津浦鐵路增添一輛「花車」以歡迎他蒞臨南京。
1937年，抗战爆发，于斌随政府西迁重庆，主持难民救济工作，又發起百輛救護車運動。抗战期间，他曾前后八次前往欧美国家，到处發表演說，争取國際上的同情和援助。中国得到的第一批美援就是于斌的功劳。蔣百里將軍钦佩其为外交奇才，向蔣中正推荐。從此于斌与蔣家父子的关系一直非常密切。1938年被国民政府聘为国民参政会参政员。由于于斌经常忙于各种政治活动，也被媒体称为「政治主教」。他曾表示若不能愛自己的國家算什麽牧者？「牧者」為帶領教眾之人。因被誤解熱衷政治，原本應為中國第一位樞機，延遲至1969年才受教宗榮升樞機榮銜。當時教宗保祿六世對他說這份榮耀早就應頒予了，于斌因愛國受到的委屈，卻絲毫不以為意並表示一切光榮歸於國家及國人。
1943年，于斌赴美国，在华盛顿创办中美文化协会，促進美國人對中國的了解。特别重要的是，于斌在华盛顿积极活动，最终促成美國政府修改移民法。1944年以前，华侨在美国不能享有永久居留權，不能購置不動產，男子到美不能帶妻子，因為怕有中國孩子生在美國而成為美國公民。于斌发动不少美國友好人士作證，批评这种歧视性做法不仅伤害了中国人（等於供給日本五百架轰炸机），也深深損害了美國的声誉，必须立即修改。于斌争取到了一些國會議員及眾議院議長的支持，1943年修改了移民法，每年准许105名中國人移民到美國，並取得永久居留權。自此以後，美移民法即逐漸有利於中國人。加拿大華人開始攜眷也是于斌力爭來的。1945年9月，抗战结束，于斌也得以返回自己的代牧區——南京。

### 南京教區主教

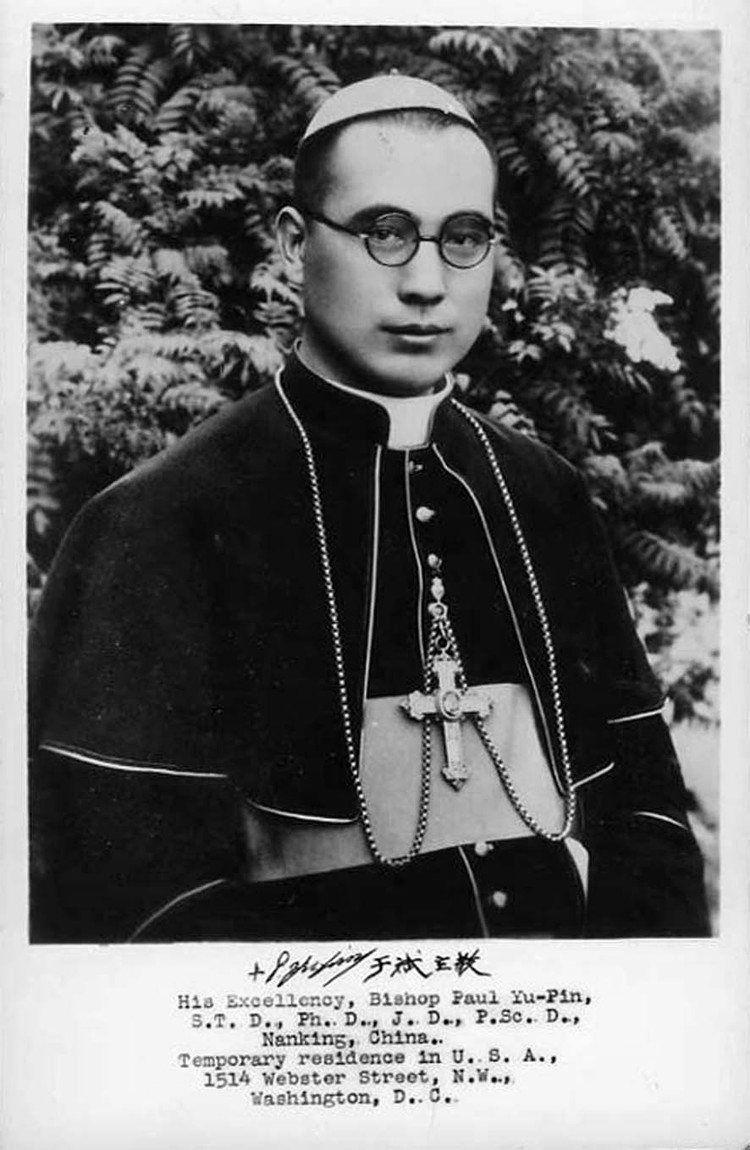
于斌擔任南京總教區總主教時影像

1946年4月11日，聖座宣布在中国建立天主教會的常規教政體制──圣统制，于斌獲擢升為南京總主教，成为當時仅有的3个华人总主教之一（田耕莘、于斌、周济世），当时，于斌还致力于在天津、北平、南京、上海、西安、重慶6个城市設立《益世报》網，並籌組益世廣播電台。次年又在南京创办鳴遠新聞專科學校（纪念雷鳴遠神父）。1946年，于斌当选为制宪国民大会主席團成員。

### 益世廣播電台

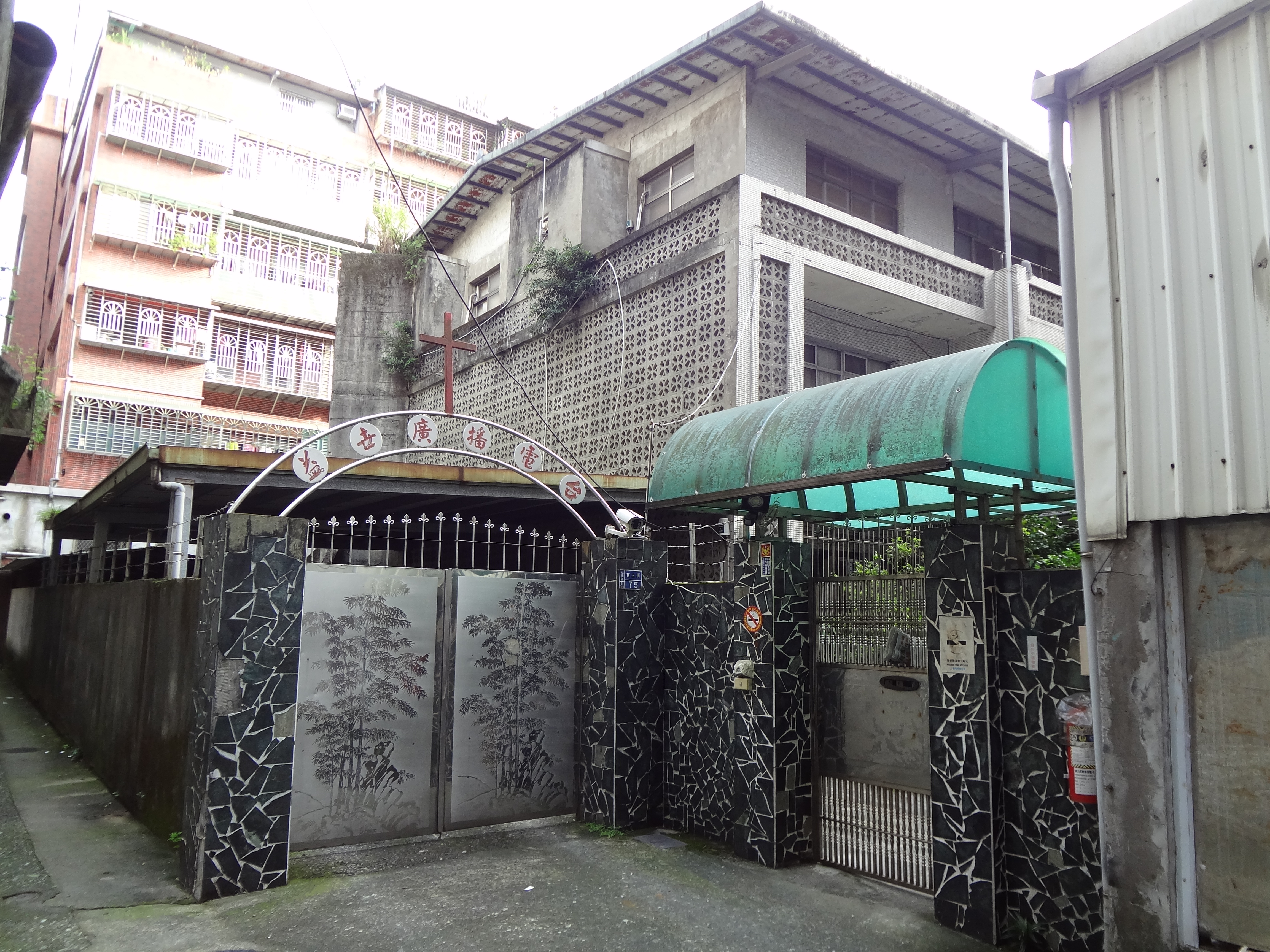
益世廣播電台

1946年5月8日，于斌籌組的益世廣播電台在南京總主教區正式開播。1947年1月1日，于斌就任天主教南京教區總主教職:8253。後因解放軍南進北京、上海，為了防止電台被劫利用，于斌授命益世廣播電台前台長楊慕時神父隨中華民國政府遷台灣。1951年3月，益世廣播電台遷至台灣基隆市仁二路復播，但受地形限制而無法擴建。1969年12月8日，益世廣播電台遷至基隆市七堵區百三街75號至今。

### 辅仁大学校长
由於于斌的反共立场，他和胡适等四人被共产党列为文化战犯。于斌愛國，他身為天主教主教反對的是國家無神論。国共内战结束前，于斌遵照梵蒂冈的命令，离开南京前往美国，在紐約成立中美联谊会，這段期間幫助數千留學生至歐美留學拿到天主教大學獎學金，為國儲材。1954年到了台湾短期停留，開國民大會。
1959年，教宗若望二十三世委托于斌在台北進行辅仁大学的在台復校工作，他於世界各地奔波籌款建立了輔大，而教宗任命他为首任校长。次年，在臺北縣新莊鎮（今新北市新莊區）兴建校舍，宣布辅仁大学正式復校。于斌将輔大校訓由原本“以文會友，以友輔仁”改為“聖、美、善、真”，原句則移至其親撰之校歌內。而輔大校歌歌詞內有一句是“三知求是，明德日新”，所谓三知是指“知人，知物，知天”。

### 康寧醫護管理專科學校創辦人

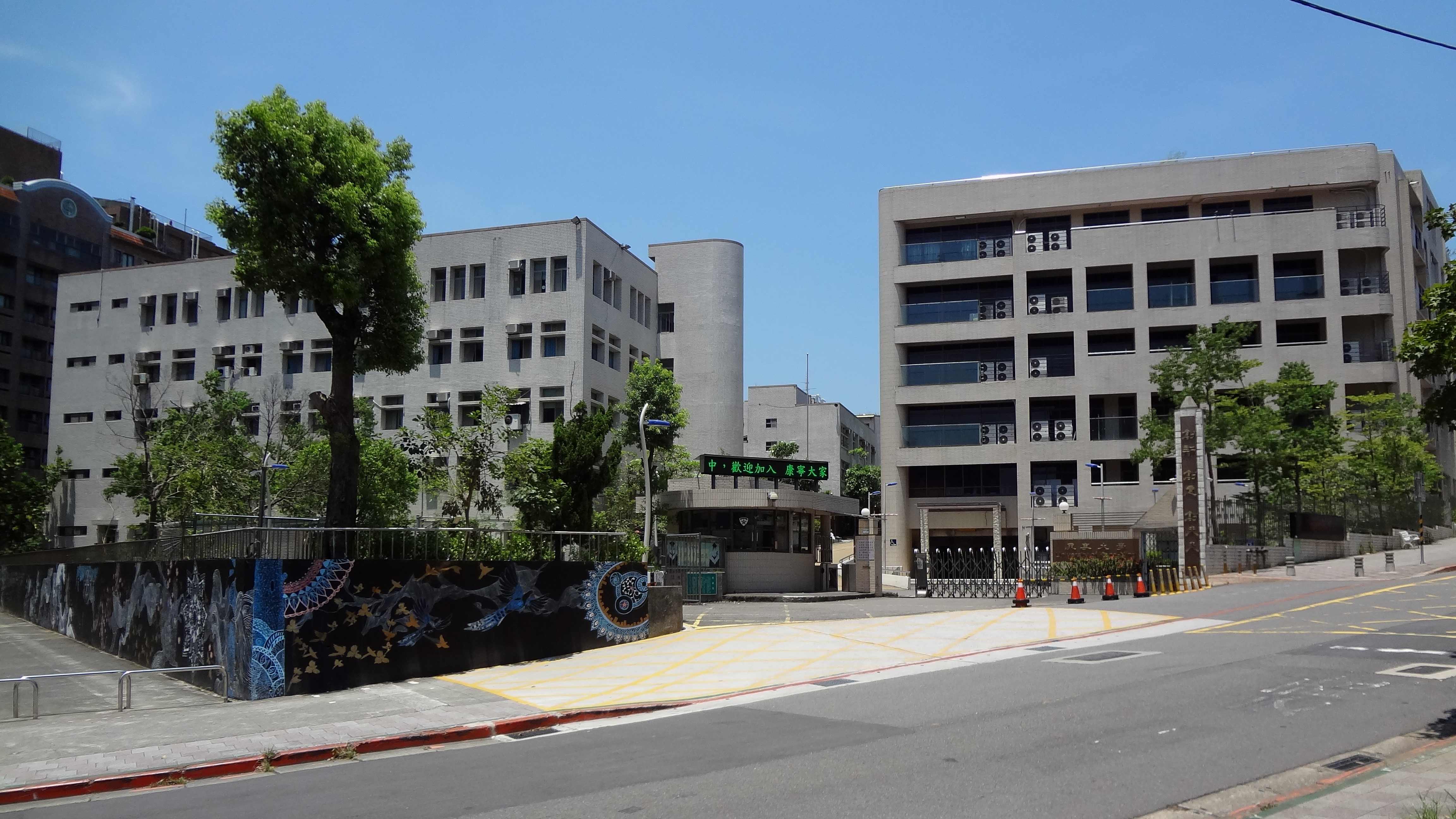
康寧醫護管理專科學校(今康寧大學臺北校區)

于斌亦為大衆康寧醫院的創籌者，並創康寧䕶校。此校位於台北市內湖區。前身為台北市私立康寧高級護理助產職業學校。于斌樞機爲提昇國人醫學、衛生的知識，促進全民健康為宗旨，於民國五十七年1968年擘劃成立。
康寧校歌中有一段為「遵于公遺訓，行善必得福」，于公即指于斌樞機。

### 在梵蒂冈逝世的枢机

于斌樞機牧徽，繪有中華民國國徽，格言為「在基督內重整一切」。

1967年，第一位华人枢机田耕莘在台灣去世。1969年4月28日，教宗保禄六世任命于斌总主教为第二位华人枢机，5月19日在梵蒂冈舉行擢升典禮，于斌在新祝圣的枢机中名列首位，代表所有新樞機致答詞。
1971年1月27日（春节），于斌樞機在臺北市師大附中禮堂，首次提倡舉行祭天敬祖大典。清朝時期天主教能否在教堂祭祖曾引起爭議，是「教難」時期。但自于樞機重新提倡的這春節教堂內祭天敬祖的傳統沿續至今至全球有華人的天主教會中，確為一大突破及成就，符合中華傳統，增加天主教與中華文化的融合，有利於傳福音。每年3月，天主教輔仁大學仍有舉辦，並成為該校特色。

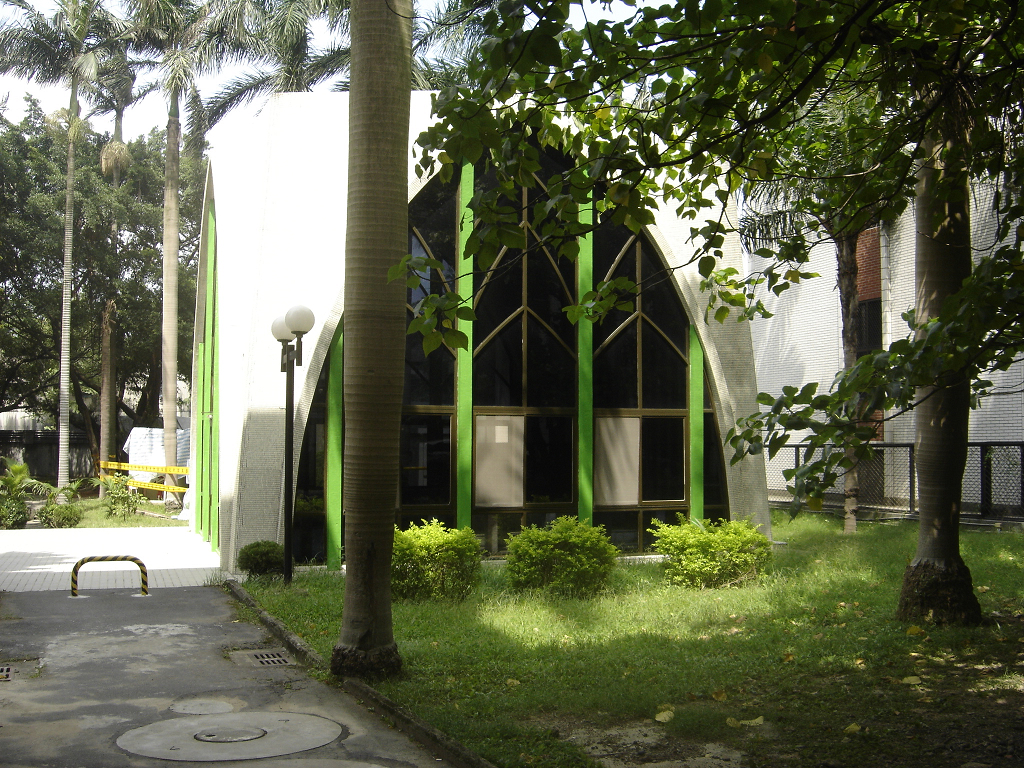
輔仁大學于公陵園

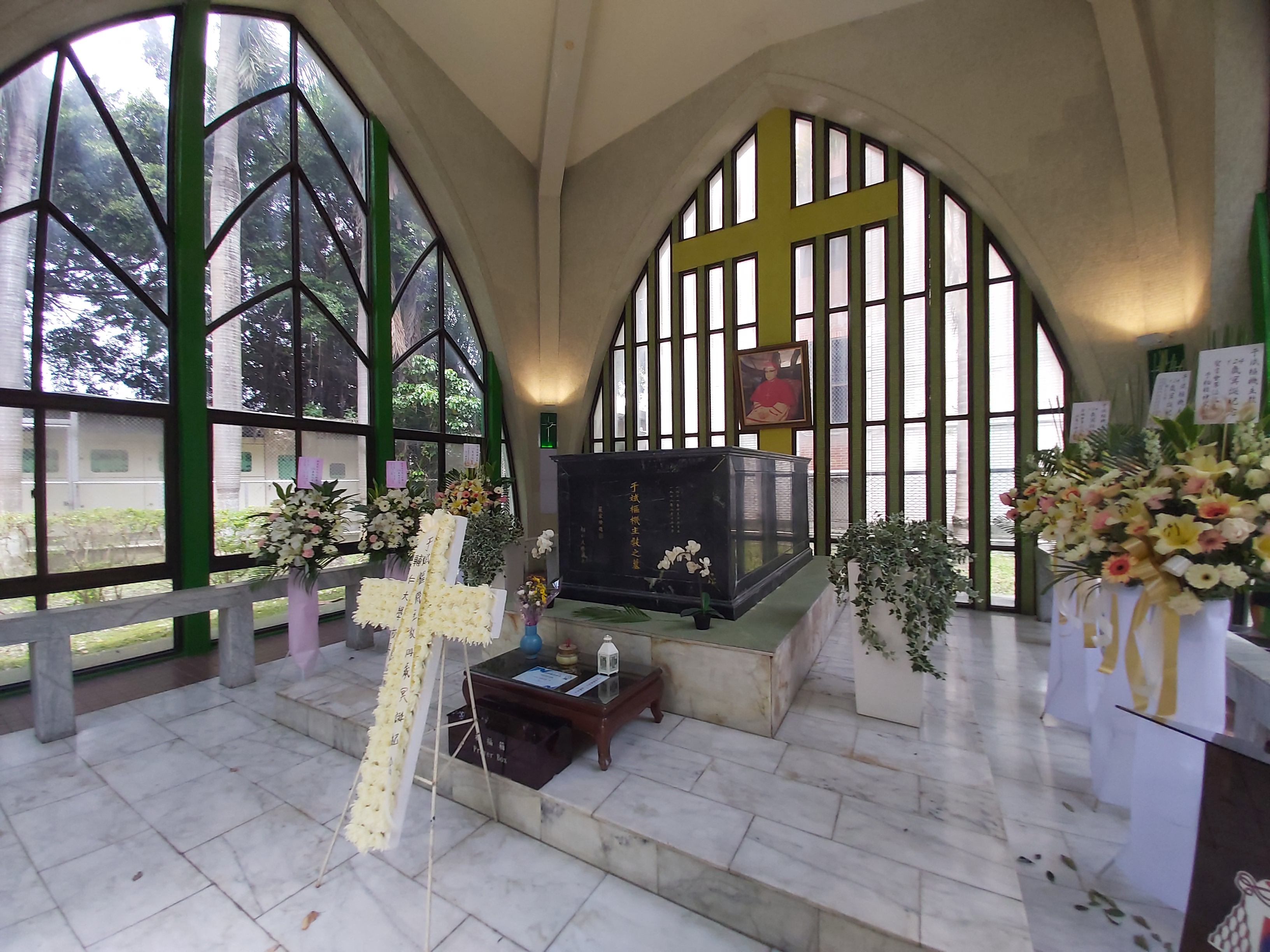
輔仁大學故校長于斌靈柩

1978年8月，教宗保祿六世逝世，全世界的樞機都前往梵蒂岡参加丧礼并选出新教宗。教宗保祿六世逝世十天後的8月16日，于斌因勞累過度及心脏病於梵蒂岡聖母聖心修女院猝发去世，享年77歲，未能参加选举新任教宗的正式投票，全球各大電視台均發布其逝世消息，全球共94位樞機及全球所有駐聖座大使參加了他的喪禮。于斌的遺體安葬於台北輔仁大學校內，與傅斯年、梅貽琦、石超庸、張其昀成為臺灣少數葬於校園的校長。

## 紀念
- 輔仁大學之行政大樓與康寧專校之禮堂各命名為「于斌樓」與「野聲館」，以茲紀念。輔仁大學的于斌樓在2023年前稱為「野聲樓」，亦得名自于斌。
- 高雄市私立道明中學之行政大樓亦命名為「于斌樓」。
- 1976年輔大校友成立「野聲合唱團」。

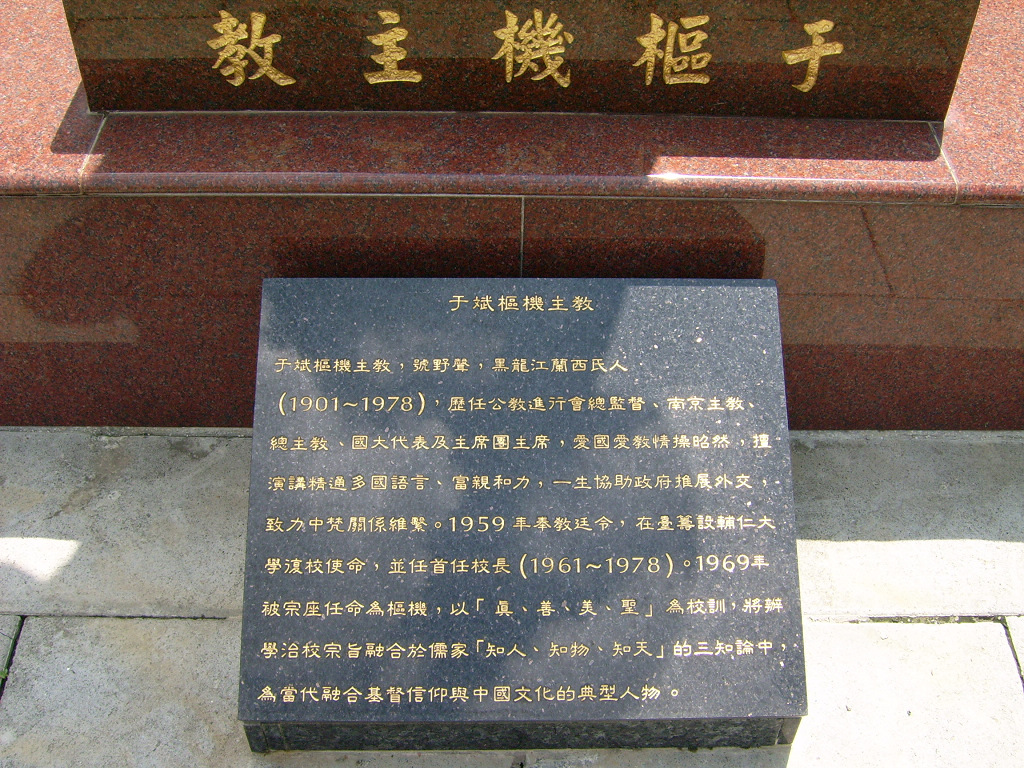
輔大于斌銘文
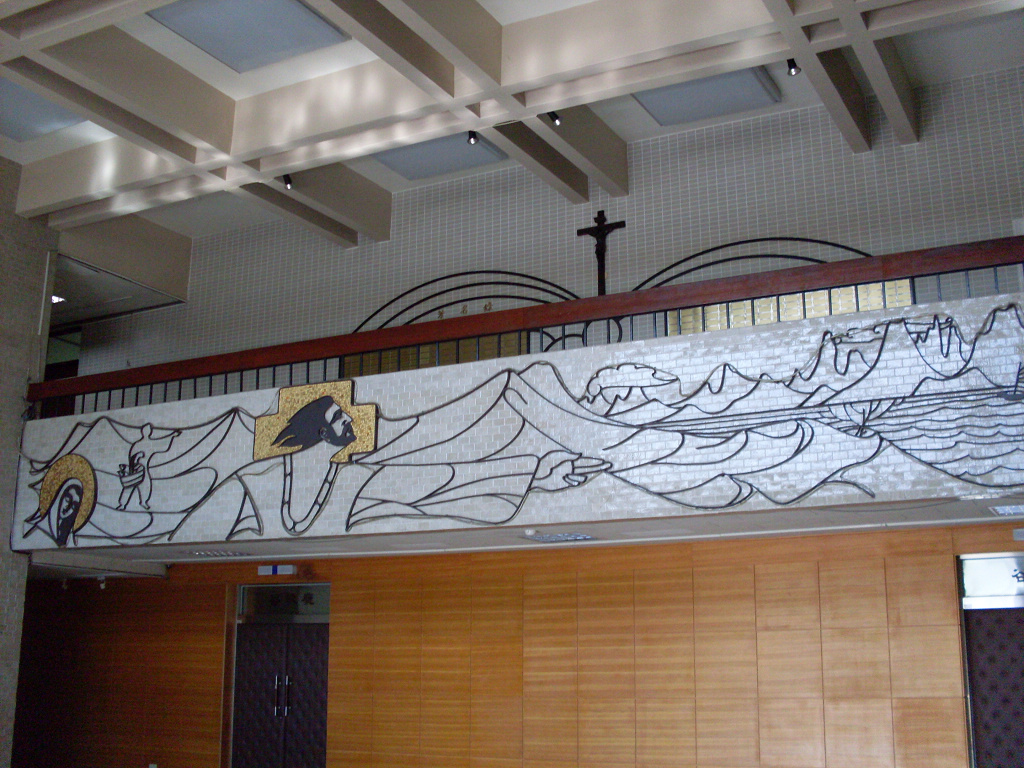
輔大于斌樓內壁畫
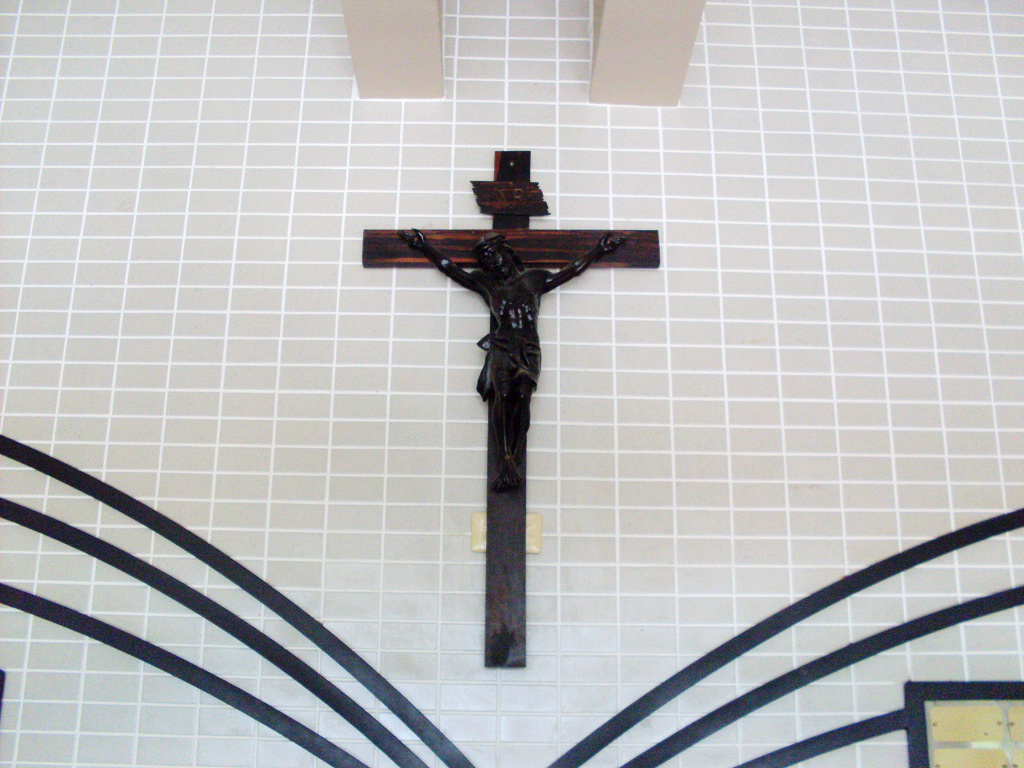
輔大內十字架
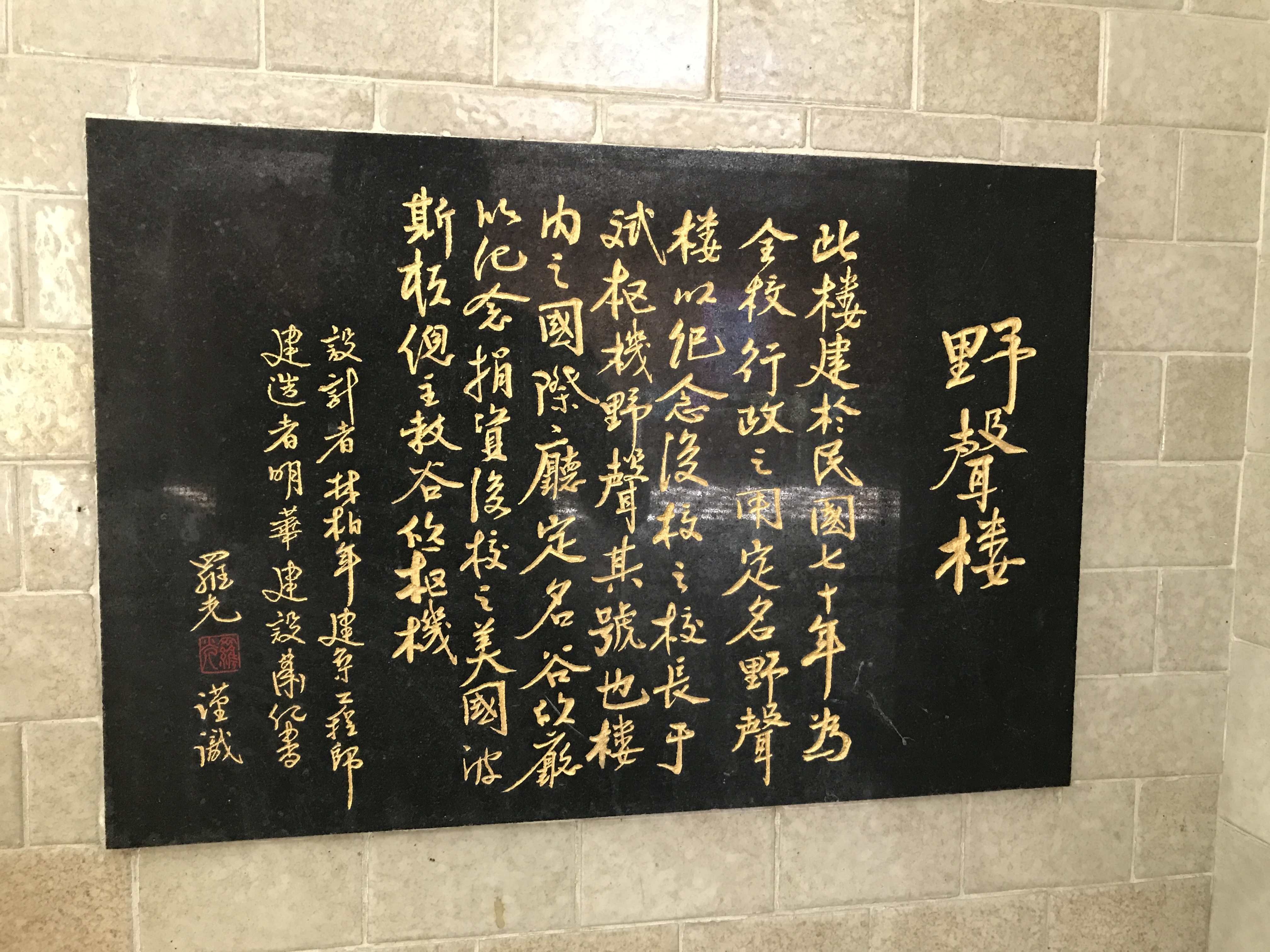
輔大于斌樓識文（羅光落款）

## 参考

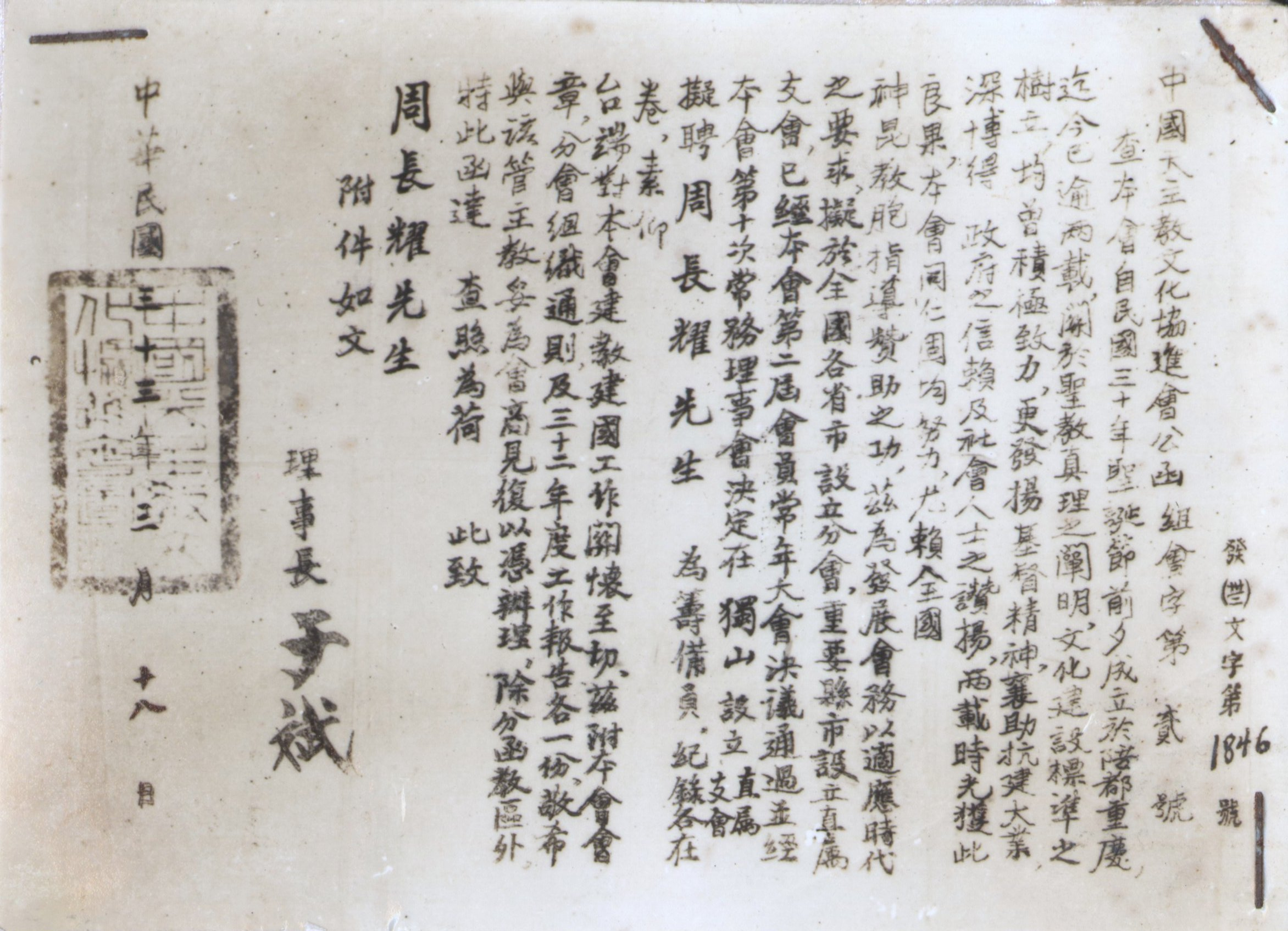
中國天主教文化協進會于斌理事長致周長耀先生函